# Courbe ROC
Pour les articles homonymes, voir ROC.

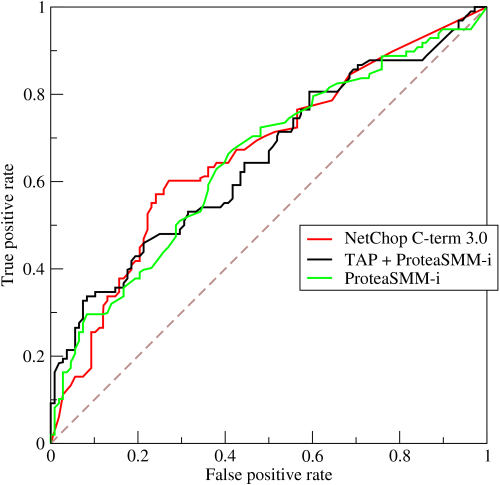
La courbe ROC de trois estimateurs d'épitope.

La fonction d’efficacité du récepteur, plus fréquemment désignée sous le terme « courbe ROC » (de l’anglais receiver operating characteristic, pour « caractéristique de fonctionnement du récepteur ») dite aussi caractéristique de performance (d'un test) ou courbe sensibilité/spécificité, est une mesure de la performance d'un classificateur binaire, c'est-à-dire d'un système qui a pour objectif de catégoriser des éléments en deux groupes distincts sur la base d'une ou plusieurs des caractéristiques de chacun de ces éléments. Graphiquement, on représente souvent la mesure ROC sous la forme d'une courbe qui donne le taux de vrais positifs (fraction des réellement positifs qui sont effectivement détectés comme positifs) en fonction du taux de faux positifs (fraction des réellement négatifs qui sont, à tort, détectés comme positifs).
Les courbes ROC furent inventées pendant la Seconde Guerre mondiale pour montrer la séparation entre les signaux radar et le bruit de fond.[réf. nécessaire]
Elles sont souvent utilisées en statistiques pour montrer les progrès réalisés grâce à un classificateur binaire lorsque le seuil de discrimination varie. Si le modèle calcule un score s qui est comparé au seuil S pour prédire la classe ([s ≥ S] = positif et [s < S] = négatif, généralement), et qu’on compare ensuite avec les classes positif et négatif réelles, la sensibilité est donnée par le taux de positifs réels classés positifs, et l’antispécificité (1 moins la spécificité) par le taux de négatifs réels classés positifs. On met l’antispécificité en abscisse et la sensibilité en ordonnée pour former la courbe ROC. Chaque valeur de S fournit un point de la courbe, qui croit (non-strictement) de (0, 0) à (1, 1).
- En (0, 0) le classificateur classe tout négatif : il n’y a aucun faux positif, mais également aucun vrai positif. Les proportions de vrais et faux négatifs dépendent de la population sous-jacente.
- En (1, 1) le classificateur classe tout positif : il n’y a aucun vrai négatif, mais également aucun faux négatif. Les proportions de vrais et faux positifs dépendent de la population sous-jacente.
- Un classificateur aléatoire tracera une droite allant de (0, 0) à (1, 1).
- En (0, 1) le classificateur n’a aucun faux positif ni aucun faux négatif, et est par conséquent parfaitement exact, ne se trompant jamais.
- En (1, 0) le classificateur n’a aucun vrai négatif ni aucun vrai positif, et est par conséquent parfaitement inexact, se trompant toujours. Il suffit d’inverser sa prédiction pour en faire un classificateur parfaitement exact.

Dans la théorie de la détection du signal, les grandeurs d' et A' mesurent l'aire sous la courbe ROC. Plus cette aire est grande, plus la courbe s’écarte de la ligne du classificateur aléatoire et se rapproche du coude du classificateur idéal (qui passe de (0, 0) à (0, 1) à (1, 1)).
L'intérêt de la courbe ROC dans le domaine médical a été souligné dès 1960. Depuis, cet outil statistique a été utilisé notamment dans le domaine pharmaceutique, en radiologie et en biologie. La courbe ROC s’est imposée en biologie clinique depuis plusieurs années. Elle permet la détermination et la comparaison des performances diagnostiques de plusieurs tests à l’aide de l’évaluation des aires sous la courbe. Elle est aussi utilisée pour estimer la valeur seuil optimale d’un test en tenant compte des données épidémiologiques et médico-économiques de la maladie.